# Ропчице-Витковице
Ропчице-Витковице (пол. Ropczyce Witkowice) — остановочный пункт железной дороги (платформа) в городе Ропчице (расположен в дзельнице Витковице), в Подкарпатском воеводстве Польши. Имеет 2 платформы и 2 пути.
Пассажирский остановочный пункт на ведущей к польско-украинской границе железнодорожной линии Краков-Главный — Медыка.